# Prêmio Contigo! de Cinema Nacional
O Prêmio Contigo! do Cinema Nacional é entregue desde 2006 O evento reúne a elite da produção cinematográfica do Brasil, entre atores, atrizes, diretores, roteiristas e profissionais da área que concorrem em categorias como Melhor Filme, Melhor Ator e Melhor Atriz, etc. Uma parte das categorias é votada pelo Júri Oficial, outra parte pelo Júri Popular.

## Vencedores

### 2011
| Melhor Filme                                                             |
| ------------------------------------------------------------------------ |
| 5x favela, agora por nós mesmos                                          |
| Bróder                                                                   |
| Bruna Surfistinha                                                        |
| De pernas pro ar                                                         |
| Eu e meu guarda-chuva                                                    |
| Lope                                                                     |
| Malu de bicicleta                                                        |
| Meu mundo em perigo                                                      |
| Nosso Lar                                                                |
| Tropa de elite 2                                                         |
| Melhor Ator                                                              |
| Caio Blat (Bróder)                                                       |
| Eucir de Souza (Meu mundo em perigo)                                     |
| Marcelo Serrado (Malu de bicicleta)                                      |
| Marco Nanini (O bem amado)                                               |
| Pedro Cardoso (Todo mundo tem problemas sexuais)                         |
| Wagner Moura (Tropa de elite 2)                                          |
| Melhor Atriz                                                             |
| Ana Lúcia Torre (Reflexões de um liquidificador)                         |
| Ana Paula Arósio (Como esquecer)                                         |
| Deborah Secco (Bruna Surfistinha)                                        |
| Fernanda de Freitas (Malu de bicicleta)                                  |
| Ingrid Guimarães (De pernas pro ar)                                      |
| Simone Spoladore (Não se pode viver sem amor)                            |
| Melhor Ator Coadjuvante                                                  |
| Ângelo Antônio (Não se Pode viver sem Amor)                              |
| Bruno Garcia (De Pernas pro Ar)                                          |
| Daniel Dantas (Eu e meu Guarda-Chuva)                                    |
| Irandhir Santos (Tropa de Elite 2)                                       |
| Matheus Nachtergaele (O Bem Amado)                                       |
| Milhem Cortaz (Meu Mundo em Perigo)                                      |
| Melhor Atriz Coadjuvante                                                 |
| Cássia Kiss (Bróder)                                                     |
| Elke Maravilha (A suprema felicidade)                                    |
| Fabíula Nascimento (Bruna Surfistinha)                                   |
| Maria Paula (De pernas pro ar)                                           |
| Sonia Braga (Lope)                                                       |
| Tainá Muller (As mães de Chico Xavier)                                   |
| Melhor Diretor                                                           |
| Andrucha Waddington (Lope)                                               |
| Flávio Tambellini (Malu de Bicicleta)                                    |
| Jefferson De (Bróder)                                                    |
| José Eduardo Belmonte (Meu mundo em perigo)                              |
| José Padilha ("Tropa de elite 2")                                        |
| Marcus Baldini (Bruna Surfistinha)                                       |
| Melhor Trilha Sonora                                                     |
| Branco Mello e Emerson Villani (Eu e meu guarda-chuva)                   |
| Cristóvão Bastos (A suprema felicidade)                                  |
| Dado Villa-Lobos (Malu de bicicleta)                                     |
| Guto Graça Mello e MV Bill (5X favela, agora por nós mesmos)             |
| João Marcelo Bôscoli (Bróder)                                            |
| Lenine (Amor?)                                                           |
| Melhor Figurino                                                          |
| Andréa Simonetti ("Eu e meu guarda-chuva")                               |
| Beatriz Pieratti ("Bollywood dream – O sonho bollywoodiano")             |
| Claudia Kopke ("O bem amado")                                            |
| Luciana Buarque ("Nosso lar")                                            |
| Reka Koves ("De pernas pro ar")                                          |
| Rita Murtinho e Valéria Stefani ("A suprema felicidade")                 |
| Melhor Roteiro                                                           |
| João Jardim ("Amor?")                                                    |
| Jorge Dúran e Dani Patarra ("Não se pode viver sem amor")                |
| José Antônio de Souza ("Reflexões de um liquidificador")                 |
| José Eduardo Belmonte e Mário Bortolotto ("Meu mundo em perigo")         |
| José Padilha e Bráulio Montovani ("Tropa de elite 2")                    |
| Marcelo Rubens Paiva ("Malu de bicicleta")                               |
| Melhor Fotografia                                                        |
| Gustavo Hadba ("Malu de bicicleta")                                      |
| Lauro Escorel ("A suprema felicidade")                                   |
| Lula Carvalho ("Tropa de elite 2")                                       |
| Paulo Vainer ("Eu e meu guarda-chuva")                                   |
| Pedro Farkas ("O sol do meio-dia")                                       |
| Ricardo Della Rosa ("Lope")                                              |
| Melhor Documentário                                                      |
| O Abraço Corporativo                                                     |
| Dzi Croquettes                                                           |
| José e Pilar                                                             |
| Uma Noite em 67                                                          |
| Programa Casé – O que a gente não inventa, não existe                    |
| Terra deu, terra come                                                    |
| Melhor Diretor de Documentário                                           |
| Estevão Ciavatta (Programa Casé – O que a gente não inventa, não existe) |
| Miguel Gonçalves Mendes (José e Pilar)                                   |
| Renato Terra e Ricardo Calil (Uma noite em 67)                           |
| Ricardo Kauffman (O abraço corporativo)                                  |
| Rodrigo Siqueira (Terra deu, terra come)                                 |
| Tatiana Issa e Raphael Alvarez (Dzi Croquettes)                          |
| Homenagem                                                                |
| José Wilker                                                              |

| Melhor Filme                                     |
| ------------------------------------------------ |
| 5x favela, agora por nós mesmos                  |
| Bróder                                           |
| Bruna Surfistinha                                |
| De pernas pro Ar                                 |
| Eu e meu guarda-chuva                            |
| Lope                                             |
| Malu de bicicleta                                |
| Meu mundo em perigo                              |
| Nosso lar                                        |
| Tropa de elite 2                                 |
| Melhor Ator                                      |
| Caio Blat (Bróder)                               |
| Eucir de Souza (Meu mundo em perigo)             |
| Marcelo Serrado (Malu de bicicleta)              |
| Marco Nanini (O bem amado)                       |
| Pedro Cardoso (Todo mundo tem problemas sexuais) |
| Wagner Moura (Tropa de elite 2)                  |
| Melhor Atriz                                     |
| Ana Lúcia Torre (Reflexões de um liquidificador) |
| Ana Paula Arósio (Como esquecer)                 |
| Deborah Secco (Bruna Surfistinha)                |
| Fernanda de Freitas (Malu de bicicleta)          |
| Ingrid Guimarães (De pernas pro ar)              |
| Simone Spoladore (Não se pode viver sem amor)    |
| Melhor Ator Coadjuvante                          |
| Ângelo Antônio (Não se Pode viver sem Amor)      |
| Bruno Garcia (De pernas pro Ar)                  |
| Daniel Dantas (Eu e meu Guarda-chuva)            |
| Irandhir Santos (Tropa de Elite 2)               |
| Matheus Nachtergaele (O Bem amado)               |
| Milhem Cortaz (Meu Mundo em Perigo)              |
| Melhor Atriz Coadjuvante                         |
| Cássia Kiss (Bróder)                             |
| Elke Maravilha (A suprema felicidade)            |
| Fabíula Nascimento (Bruna Surfistinha)           |
| Maria Paula (De Pernas pro Ar)                   |
| Sonia Braga (Lope)                               |
| Tainá Muller (As Mães de Chico Xavier)           |

## 2012
Júri Oficial
| Melhor Filme                                                                        |
| ----------------------------------------------------------------------------------- |
| O Palhaço                                                                           |
| As Aventuras de Agamenon, o Repórter                                                |
| Billi Pig                                                                           |
| Cilada.com                                                                          |
| Eu Receberia as Piores Notícias dos Seus Lindos Lábios                              |
| Heleno                                                                              |
| O Homem do Futuro                                                                   |
| Paraísos Artificiais                                                                |
| Trabalhar Cansa                                                                     |
| Xingu                                                                               |
| Melhor Diretor                                                                      |
| Selton Mello (O Palhaço)                                                            |
| Beto Brant e Renato Ciasca (Eu Receberia as Piores Notícias dos Seus Lindos Lábios) |
| Cão Hamburger (Xingu)                                                               |
| Claudio Torres (O Homem do Futuro)                                                  |
| José Henrique Fonseca (Heleno)                                                      |
| Juliana Rojas e Marcos Dutra (Trabalhar Cansa)                                      |
| Melhor Ator                                                                         |
| Rodrigo Santoro (Heleno)                                                            |
| Bruno Mazzeo (Cilada.com)                                                           |
| João Miguel (Xingu)                                                                 |
| Ney Matogrosso (Luz nas Trevas – A Volta do Bandido da Luz Vermelha)                |
| Selton Mello (O Palhaço)                                                            |
| Wagner Moura (O Homem do Futuro)                                                    |
| Melhor Atriz                                                                        |
| Camila Pitanga (Eu Receberia as Piores Notícias dos Seus Lindos Lábios)             |
| Aline Moraes (Heleno)                                                               |
| Débora Falabella (Meu País)                                                         |
| Grazi Massafera (Billi Pig)                                                         |
| Helena Albergaria (Trabalhar Cansa)                                                 |
| Leandra Leal (Estamos Juntos)                                                       |
| Melhor Ator Coadjuvante                                                             |
| Paulo José (O Palhaço)                                                              |
| Cauã Reymond (Reis e Ratos)                                                         |
| Lima Duarte (Assalto ao Banco Central)                                              |
| Marcelo Madureira (As Aventuras de Agamenon, o Repórter)                            |
| Milton Gonçalves (Billi Pig)                                                        |
| Zécarlos Machado (Eu Receberia as Piores Notícias dos Seus Lindos Lábios)           |
| Melhor Atriz Coadjuvante                                                            |
| Maria Luisa Mendonça (Luz nas Trevas – A Volta do Bandido da Luz Vermelha)          |
| Ana Cecília Costa (Capitães de Areia)                                               |
| Fernanda Paes Leme (Cilada.com)                                                     |
| Hermila Guedes (Assalto ao Banco Central)                                           |
| Luana Piovani (As Aventuras de Agamenon, o Repórter)                                |
| Rafaela Mandeli (Reis e Ratos)                                                      |
| Melhor Roteiro                                                                      |
| Juliana Rojas e Marcos Dutra (Trabalhar Cansa)                                      |
| Cláudio Torres (O Homem do Futuro)                                                  |
| Hilton Lacerda (Estamos Juntos)                                                     |
| José Eduardo Belmonte e Ronaldo D’Oxum (Billi Pig)                                  |
| José Henrique Fonseca, Felipe Bragança e Fernando Castets (Heleno)                  |
| Selton Mello e Marcelo Vindicato (O Palhaço)                                        |
| Melhor Fotografia                                                                   |
| Adriano Goldman (Xingu)                                                             |
| Adrian Teijido (O Palhaço)                                                          |
| Lula Araújo (Eu Receberia as Piores Notícias dos Seus Lindos Lábios)                |
| Lula Carvalho (Paraísos Artificiais)                                                |
| Matheus Rocha (Trabalhar Cansa)                                                     |
| Walter Carvalho (Heleno)                                                            |
| Melhor Figurino                                                                     |
| Kika Lopes (O Palhaço)                                                              |
| Andrea Simonetti (Onde Está a Felicidade?)                                          |
| Bia Salgado (As Aventuras de Agamenon, o Repórter)                                  |
| Marjorie Gueller (Capitães de Areia)                                                |
| Rô Nascimento (Reis e Ratos)                                                        |
| Valéria Stefani (Heleno)                                                            |
| Melhor Trilha Sonora                                                                |
| Plínio Profeta (O Palhaço)                                                          |
| André Abujamra e Márcio Nigro (Amanhã Nunca Mais)                                   |
| Beto Villares (Xingu)                                                               |
| BID (Estamos Juntos)                                                                |
| Caetano Veloso e Mauro Lima (Reis e Ratos)                                          |
| Carlinhos Brown (Capitães de Areia)                                                 |
| Melhor Documentário:                                                                |
| Raul Seixas: O Início, o Fim e o Meio                                               |
| As Canções                                                                          |
| Uma Longa Viagem                                                                    |
| A Música Segundo Tom Jobim                                                          |
| Quebrando o Tabu                                                                    |
| Rock Brasília                                                                       |
| Melhor Diretor de Documentário:                                                     |
| Walter Carvalho (Raul Seixas: O Início, o Fim e o Meio)                             |
| Eduardo Coutinho (As Canções)                                                       |
| Fernando Grostein (Quebrando o Tabu)                                                |
| Lúcia Murat (Uma Longa Viagem)                                                      |
| 'Nelson Pereira dos Santos e Dora Jobim (A Música Segundo Tom Jobim)                |
| Vladimir Carvalho (Rock Brasília)                                                   |
| Prêmio Especial da Noite                                                            |
| Othon Bastos                                                                        |